# جمعية البيئة الأردنية
جمعية البيئة الأردنية جمعية أردنية تأسست في مايو 1988 تهدف لنشر الوعي البيئي والعمل التطوعي في الأردن بكل السبل والوسائل الممكنة ضمن القوانين الوطنية وتدريب وبناء قدرات وكفاءات محلية وإقليمية في المجالات البيئية المختلفة وخاصة الإدارة البيئية والدراسات والتعاون الإقليمي والدولي لحماية البيئة وتبادل الخبرات والحفاظ على البيئة وحمايتها والسعي لبقاء عناصرها سليمة ومتوازنة في إطار الإستراتيجية الوطنية العامة للبيئة. 
كما تعمل الجمعية على منع أسباب التلوث البيئي والحد منه وتحديد مشكلاته والمشاركة في إيجاد الحلول لها وفق الأولويات وإدخال التربية البيئية في مناهج التعليم لكافة المراحل بالتعاون مع الجهات المعنية. والمساهمة في الوصول إلى التنمية المستدامة عن طريق ربط مشاريع التنمية بالمتطلبات البيئية وتقديم الرأي والخبرات في مجال حماية البيئة محلياً ودولياً. والمساهمة في نشر السياحة البيئية والتعليم والبحث العلمي في مجالات البيئة وتحقيق التوازن البيئي المطلوب. والتعاون مع الجهات الرسمية والخاصة لدعم الاقتصاد الأخضر، الأبنية الخضراء، والطاقة المتجددة وزيادة الرقعة الخضراء في المملكة الأردنية الهاشمية.
قامت الجمعية بتأسيس عدد من الفروع في كافة انحاء الأردن لإنجاح اهدافها في خدمة البيئة وتسليط الضوء على المشاكل البيئية للمساهمة والعمل على معالجتها كما قامت بإنشاء غابة باسم غابة الامير هاشم التي قامت بالإشراف عليها وزراعتها لتكون متنفسا لأبناء عمان. وعمدت إلى تأسيس مركز للتدريب استفاد منه العديد من المتدربين داخل الأردن وخارجه وخصوصا في مجال تعليم الاثر البيئي .
تضم الجمعية أعضاء أكاديميين وأصحاب خبرات في مجال العمل البيئي والعمل التطوعي بالإضافة إلى عضوية مؤسسات وشركات.

## الجوائز
- جائزة الدولة التقديرية لعام 2003 في مجال البيئة كأفضل منظمة غير حكومية
- جائزة بلدية دبي عن فرز وتدوير النفايات من خلال مشروع إعادة التدوير لعام 2002
- جائزة فورد العالمية التي أقيمت في دبي لعام 2005 عن مسرحية التدوير
- جائزة بلدية دبي عن برنامج التدوير
- جائزة فورد العالمية عن مشروع شبكة الطالب البيئي
- جائزة مجلس وزراء البيئة العرب لعام 2010
- جائزة المملكة العربية السعودية للإدارة البيئية لعام 2014 – 2015
- جائزة المنظمة العربية في دبي كأفضل جمعية على مستوى الوطن العربي في مجال التوعية البيئية
- جائزة الدولة الأردنية التقديرية كأفضل جمعية تطوعية

## مشاريع الجمعية
البرنامج الوطني للتوعية والإعلام البيئي: اعتبر هذا البرنامج أداة من أدوات الجمعية في تحقيق وتطبيق وتمويل أهدافها في ترسيخ الوعي البيئي، وتطبيق السياسات والمعايير والأفعال لحماية وتحسين البيئة الأردنية.
مشروع التوعية المائي: يهدف المشروع إلى تقوية القدرات المؤسسية لجمعية البيئة الأردنية وفروعها بالإضافة إلى تصميم برامج التوعية في مجال المياه وترشيد استهلاكها.
مشروع المكافحة المتكاملة: يهدف المشروع إلى حماية التنوع الحيوي والتربة وتأمين غذاء آمن بيئي عن طريق الاستخدام الأمثل للمبيدات.
مشروع تطوير إدارة النفايات الصلبة في بعض الدول العربية: بدأت الجمعية نشاطاتها الخاصة بمشروع إدارة النفايات الصلبة وذلك ضمن اتفاقية مدتها ثلاث سنوات وقعت في شهر تموز لعام 2000 بين الجمعية الكويتية لحماية البيئة والجمعية.
مشروع الغاز الحيوي: يهدف المشروع إلى الحد من انبعاث غاز الميثان، والاستفادة من النفايات البلدية في أغراض الحصول على الطاقة.
مشروع الكفاءة المائية والتوعية (WEPIA): يهدف هذا المشروع إلى تطوير المساجد والمراكز الدينية وجعلها مراكز معلومات ومرجعية لغايات مراقبة المياه.
مشروع إدارة النفايات الطبية: نفذت الجمعية مشروع إدارة النفايات الطبية ضمن اتفاقية وقعت بين الجمعية والوكالة الألمانية للتعاون الفنيGTZ، ويهدف المشروع إلى رفع قدرة العاملين في الحقل الطبي للتعامل مع النفايات الطبية.
المشروع الريادي لفرز النفايات المنزلية الخطرة: تم تنفيذ هذا المشروع التجريبي بالتعاون ما بين كل من وزارة البيئة وجمعية البيئة الأردنية وأمانة عمان الكبرى والجمعية العلمية الملكية، وبدعم من الوكالة الأمريكية للإنماء الدولي.
مشروع التنوع الحيوي للمحاصيل: وهو مشروع إقليمي تم تنفيذه في كل من الأردن، لبنان، سوريا والسلطة الوطنية الفلسطينية بتمويل من مرفق البيئة العالمي وبرنامج الأمم المتحدة الإنمائي، يهدف إلى المحافظة على الأصول الوراثية ( السلالات المحلية والبرية ) للنباتات الهامة اقتصادياً.لقد تم تحديد منطقتين لتنفيذ المشروع هما عجلون والموقر.

## مشاريع ميدانية بيئية
- غابة السماق
- زراعة حزام أخضر حول مصنع إسمنت الفحيص.
- زراعة حزام أخضر حول قطعة أرض الجمعية في منطقة ياجوز التي تبلغ مساحتها مائة دونم.
- مشروع مركز البيئة الوطني في منطقة ياجوز.
- مشروع إنتاج العسل البيئي.
- مشروع إعادة التدوير وهو مشروع لإعادة تدوير الورق والبلاستيك والألمنيوم.
- مشروع وحدة التدريب البيئي وبناء القدرات: يهدف المشروع إلى تطوير قدرات الأردن في مجال تلبية الاحتياجات التدريبية في مجال الإدارة البيئية.
- مشروع المسرح البيئي: قامت الجمعية بإنتاج أول مسرحية بيئية كوميدية في الأردن والوطن العربي بعنوان ”التدوير“و تتحدث هذه المسرحية عن ثقافة التعامل مع النفايات المنزلية الصلبة وأهميتها الاقتصادية على المستويين الفردي والوطني كمصدر من مصادر الدخل بالإضافة إلى البعد البيئي قام ببطولة هذه المسرحية كلا من الفنانين حسين طبيشات بدور (العم غافل) ومحمود صايمة بدور(حمدي).
- مشروع مركز البيئة الوطني في شارع الأردن.
- مشروع شبكة الطالب البيئي.